# Holy Brownie
『Holy Brownie』（ホーリーブラウニー）は、六道神士による日本の漫画作品。ワニマガジン社の成人向け漫画雑誌『COMIC激漫』に1996年から1999年まで掲載された。その後一般誌に移籍して再開し、2001年から2010年まで少年画報社の『ヤングキングアワーズ』を中心に断続的に掲載された（増刊『ヤングキングアワーズプラス』、『ヤングキング別冊キングダム』など）。単行本は全6巻。2021年4月に単行本未収録1話、激漫時代の幻の最終回の2話を含んだ電子書籍が発売された。

## 概要
「神様」の命を受け様々な年代・世界に遣わされる自称妖精コンビ、「ピオラ」と「フィオ」が与えられた仕事を完遂するべく奮闘する一話完結型のギャグ漫画である。
基本的にフィオの性格に起因する事柄や当初から仕事内容が常軌を逸しているために予期外の出来事が発生し、最終的にピオラが予想する結末（常識的な結末）から大幅に外れてとんでもない結末を迎える。しかし、それが結果として目的達成になっているという展開である。ギャグの種別としてはドタバタギャグであるが作者の六道らしい毒の強いブラックユーモア、風刺や茶化しあるいはパロディ等も笑いの重要な要素となっている。
タイトルにもあるブラウニーは西欧における妖精・小人の一種で、本作の原型についても第1話のプロローグにてブラウニー伝承の『小人の靴屋』が示唆されている。主人公たちは基本的に夜間しか活動ができず、「人間に見つかってはいけない」などの制約がある。そのため、意識の無い人間（眠っている、あるいは死亡している）や無機物（主に人形、特に等身大のヒューマノイド）に入り込める能力を使って仕事を行い普段は2頭身の小さな人形に憑依している。またおとぎ話の妖精と言っても様々な時代や場所で任務が行なわれるようにその実体は時空間を超越したものであり、実際に仕事を行なう際にはその時代に合わないかなり未来のテクノロジーを持って解決を図るということが多い。曰く「世界を限定的に書き換える力」を持つ。
物語初期にはあくまで「ブラウニー」として（たとえそれが非常識な物であっても）対象者の作りたい物を対象者が眠っている間に作り上げるという展開が多かったが、次第に対象者の願いを叶えるという展開が多くなっていった。特にその場合には本当の目的が神様の思惑を世界に反映させるためのような仕事、ある事柄に直接・間接的な干渉を行いその結果や流れを変えるというパターンが多い。またシリーズ当初は掲載誌の『COMIC激漫』が成人向け漫画雑誌であったために露骨な性的描写も多かったが、『ヤングキングアワーズ』で再開後は徐々にギャグの方に比重が移り、特に『ヤングキング』の増刊号等で掲載されるようになってからは性描写の全く無い話も出てきている。
2021年4月に単行本未収録1話、激漫時代の幻の最終回の2話を含んだ電子書籍『Missing Link』が発売された。

## 主な登場人物
ピオラ
主人公の一人。赤色の服装をした妖精。一人称は「あたし」。必ずフィオとコンビを組まされ、仕事の情報を与えられない。基本的にピオラの視点で物語が展開する。
本来のブラウニーらしいファンタジー的でメルヘンな仕事や世界を望んでいるが、その希望が叶ったためしが無い。常識的な思考を持ちそれらに真っ向から反するようなフィオにツッコミを入れる役回りだが、結局フィオの欲求を満たすような展開に流され落胆するというパターンが多い。ツッコミは主にカッターナイフで、よくフィオを切り刻んでいる。
最初の仕事でフィオと組んで以降、フィオ以外の同僚と組まされたことが無い（=フィオのいない仕事をしたことがない）。そして自身が望む仕事からかけ離れている事が多いので、それらについての愚痴で始まることがしばしばある。フィオの性格を嫌ってはいるが無くてはならないパートナーとも言え、1人で仕事をした際には失敗することが多くフィオにフォローされることもよくある。また初期に比べれば大分フィオに感化されたらしく言動が辛辣になったり、躊躇無く人間に入り込んだり、その時代に合わないテクノロジーを用いる大味な仕事を平然と行う事も増えた。
基本は赤の天辺がとがった帽子・服（ズボン）・赤毛のボブカットに赤目の人形の姿。等身大のヒューマノイド等で活動する際は多くはショートヘアの美人を使い、フィオと比べるとバリエーションは少ない。
フィオ
主人公の一人。紫色の服装をした妖精。一人称は「ボク」。一部例外はあるが、仕事に関する詳細は全てフィオに与えられる。
品性下劣、厭世的・退廃的な性格で、悪意のこもったブラックジョークを吐く。相方のピオラが妖精らしくあくまでファンタジー的なメルヘンを望むのに対し、むしろメルヘンに満ちた世界に関心が低く破壊的・背徳的な物事を好む傾向にある。快楽主義的な面も持ち合わせ人間の身体を利用した肉体的快楽を好み、目的に対しては己の嗜好を基準にしたような手段を取ることが多い。本来、安易にすべきではない事項（人体に入り込むなど）も躊躇無くやってしまう。終始お調子者に見えるが、特に自己存在に関する深い洞察や思考などピオラとは一線を画す面もある。結果だけを見ればピオラが仕事に失敗することがあるのに対し、フィオは必ず目的を達成している。
意図的なのかよく遠回しな表現をしたり、肝心な情報を知らせないことで仕事についてピオラに誤解を招かせることが多い。さらに、その性格によりノリや面白さだけで事態を進行ないし悪化させる為に、たとえそれが目的に沿っていたことであってもピオラにツッコまれ身体をカッターで真っ二つに切られることが多い。
基本は紫の垂れた三角帽と服、髪はやや黒い、所謂おかっぱ頭の人形ないし、その発展形の姿。たまに白服・パンダ目の人形に変えたり、茶運び人形や藁人形といったジョークめいた物の時もある。等身大のヒューマノイド等で活動する際は多くは童顔の女性を好んで使用しているが、少女から妙齢の女性までバリエーションは豊富に揃えているようである。また、デフォルメされた細目であることが多い。
ピオラの言によると、「神さまのお気に入り」らしい。
チンタ
2人の仕事先でちょくちょく出会う軟弱な青年の総称。「パン屋の息子」や「浦島太郎」など、設定上はその回限りの別人である。

## 本編における「妖精」
物語としては妖精（ブラウニー）と名称されているが神様の命令を受ける、あるいは仕事のたびに宇宙から地球に降りてくるなどいわゆる天使的な存在にも見える。主人公達以外のブラウニーが登場したことはないが、存在することは何度か示唆されている。
本体に肉体は無く、情報生命体のような物で、その存在その物に対して、スタンバイや初期化・最適化といった情報系の用語がよく用いられる。ただし、その姿は普段憑依し活動する小さな人形の姿に準じている。原則として彼女らの本来の姿や声は人間には知覚されないが、稀に知覚できる人間が存在する。31話に登場した老人は、光のリングの中央に光球という風に知覚している。逆に言えば、人間と直に接する場合には物理的な何かに憑依する必要がある。性別も無いと考えられるがイメージの外見や憑依した物は原則として女性（あるいは「女性的」）である。
超越的な力を持つが、活動時間は夜の間だけに限定されている。ただし、架空世界が舞台の時は、時間的制約は無く、仕事を完了させるまでその世界に留まることとなる。また、仕事の範囲を超えて大きく歴史を変えてしまうようなことも（やろうと思えば可能だが）禁止されている。
あくまでブラウニーとして「人を助ける」存在であり、歴史（人類史）に関係する知識や技術しか持ち合わせず、それに基づく時間軸移動しかできない。

## 各話タイトル
| 巻 | 話 | サブタイトル                   | 時代・場所                 | 仕事の目的                                                        | 備考                                            |
| -- | -- | ------------------------------ | -------------------------- | ----------------------------------------------------------------- | ----------------------------------------------- |
| 1  | 1  | 空の端で                       | 18世紀頃・欧州             | 高機能ダッチワイフを作る                                          |                                                 |
| 1  | 2  | 星降る夜                       | 25世紀頃・宇宙空間         | AIの代わりに人間の脳を使った（宇宙）戦闘艦を作る                  |                                                 |
| 1  | 3  | 白い炎                         | 現代・日本                 | 脳死した娘と、そのボーイフレンドをセックスさせる                  |                                                 |
| 1  | 4  | 永遠とは                       | 15世紀頃・欧州             | ホムンクルスを作る                                                |                                                 |
| 1  | 5  | ポーリュシカ・ポーレ           | 架空世界（RPG）            | 勇者の伝説を作る                                                  | RPGのパロディ                                   |
| 1  | 6  | ルナパーク                     | 19世紀末頃・欧州           | 瀕死の娘を父親の作った身体を使って元気にさせる                    |                                                 |
| 1  | 7  | 海〜月のほとり〜               | 20世紀初頭・北アメリカ     | 海難事故で記憶を失った少女を元に戻す                              |                                                 |
| 2  | 8  | 神の裁き                       | 25世紀頃・アジア           | 兵器開発主任を手伝う                                              |                                                 |
| 2  | 9  | 遠い日                         | 架空世界（浦島太郎）       | 浦島太郎にハッピーエンドを迎えさせる                              | 『浦島太郎』・『桃太郎』のパロディ              |
| 2  | 10 | ラ・ロンド・リュネール         | 17世紀頃・欧州             | 母のために薬草を採りに出た娘を助け、無事に家まで送る              |                                                 |
| 2  | 11 | あなたがいるから               | 18世紀頃・欧州             | 兄妹を助ける･･･?                                                  | 『ヘンゼルとグレーテル』のパロディ              |
| 2  | 12 | 二人の絆                       | 18世紀頃・欧州             | さらわれた恋人を助けようとする男を支援する                        |                                                 |
| 2  | 13 | 花の散るとき                   | 現代・日本                 | とある女の子を助ける                                              | 性行為シーンが初めて無かった話                  |
| 2  | 14 | 風の中のソリテア               | 不明                       | 休暇中のフィオとピオラの話                                        |                                                 |
| 3  | 15 | 我が心のマリア                 | 現代・北アメリカ           | ある青年の願いを叶える                                            |                                                 |
| 3  | 16 | STAR                           | 現代・日本                 | ある女性にシンデレラ・ストーリーを迎えさせる                      |                                                 |
| 3  | 17 | 空の扉                         | 架空世界（竹取物語）       | 老夫婦に子供を授ける                                              | 『竹取物語』のパロディ                          |
| 3  | 18 | ぱにまゆ〜私ダケニ判ル〜       | 架空世界（人魚姫）         | ある人魚の夢を叶える                                              | 『人魚姫』のパロディ                            |
| 3  | 19 | LULLABY                        | 現代・日本                 | 無謀な喧嘩によって死ぬ予定の青年を生かすようにする                |                                                 |
| 3  | 20 | ピルグリム                     | 現代・日本                 | 全身麻痺、意識も無い悪人の最期の願い（良い行いをする）を叶える    | 『幸福な王子』のパロディ 性描写が無い初めての話 |
| 3  | 21 | アレルヤ                       | 18世紀頃・欧州             | 悪魔召喚の儀に則って、ある男女それぞれの願いを叶える              |                                                 |
| 3  | 22 | ILUUSIA                        | 現代・北アフリカ           | ある女冒険家が満足する結果を得られるようにする                    | 『トゥームレイダー』のパロディ                  |
| 4  | 23 | 雨                             | 10世紀頃・中東             | 雨乞いの生贄にされる女性を助ける                                  | ピオラの初めての仕事                            |
| 4  | 24 | MOMENT                         | 現代・日本                 | 引き篭もり達を現実に向き合わせる                                  |                                                 |
| 4  | 25 | Crystal winter                 | 現代・日本                 | 宇宙人が起こした事件を宇宙人の仕業だと刑事に知覚させない          | 『Xファイル』のパロディ                         |
| 4  | 26 | ゆりかごの記憶                 | 現代・欧州                 | ある女の子を遺産争いから守る                                      |                                                 |
| 4  | 27 | 夜のメロディ                   | 現代・日本                 | あるサラリーマンと新妻をセックスさせる                            |                                                 |
| 4  | 28 | Era Of Queen's                 | 架空世界（白雪姫）         | 王妃の暗殺から王女を守る                                          | 『白雪姫』のパロディ                            |
| 4  | 29 | DIVA                           | 現代・日本                 | ある青年の話                                                      |                                                 |
| 4  | 30 | 悲しみの兵器                   | 19世紀頃・欧州             | ゾンビの群れから女の子を守る                                      | 掲載誌が増刊『HELLSING』特集号だった            |
| 5  | 31 | 夢のあとに雨が降る             | 紀元前3000年頃・インド洋沖 | 嵐に飲まれそうな小船に乗る爺さんを助ける                          | ノアの方舟のパロディ                            |
| 5  | 32 | クラスノ・ソンツェ（赤い太陽） | 現代・中東                 | 行方不明の軍人を探すために潜入作戦を受けた2人の軍人をサポートする | 『プライベート・ライアン』のパロディ            |
| 5  | 33 | Aurora                         | 18世紀頃・北アメリカ       | 猛吹雪の中の男女を助ける                                          | 小泉八雲のパロディもしくは直接の題材            |
| 5  | 34 | kalinka                        | 19世紀末・欧州             | 赤頭巾の女の子を助ける                                            | 『赤ずきん』のパロディ                          |
| 5  | 35 | Don't Let me go                | 現代・中東                 | 瀕死の老スナイパーに最後の仕事をさせて満足な死を迎えさせる        |                                                 |
| 5  | 36 | 秘められた言葉                 | 19世紀末・欧州             | 強盗殺人を犯した青年を助ける                                      | 『フランダースの犬』のパロディ                  |
| 5  | 37 | 朝に満ちて                     | 現代・日本                 | 人間になったピオラ?                                               |                                                 |
| 6  | 38 | date of rebirth                | 近未来・パリ               | 絶滅しそうな人種を守る                                            |                                                 |
| 6  | 39 | Cradle,Cradle                  | 27世紀前後・衛星軌道上     | 広宙域観測衛星のトラブルを解決する                                |                                                 |
| 6  | 40 | Chance                         | 1908年・ロシア             | とある姉弟を守る？                                                |                                                 |
| 6  | 41 | We Can Hear Your Pulse         | 27世紀中期・北アメリカ     | 長い戦争の後の荒廃した世界で？                                    |                                                 |
| 6  | 42 | Inner Universe                 | 紀元前20万年               |                                                                   | 最終回                                          |
| ML |    | OUVERTURE                      | 20世紀初頭・オーストリア   | 売れない青年画家にインスピレーションを与える                      | 単行本未収録話                                  |
| ML |    |                                | 紀元前20万年               | アダムとイブ（両者旧人類）をツガイにする                          | 激漫版の最終回                                  |

- 補足
  - 各エピソードは「CHAPTER」とローマ数字がサブタイトルに併記されている。
  - サブタイトルはロシア人シンガーソングライター・Origaの曲から採られている。
  - 単行本に未収録のエピソードはここに記載していない（『激漫』掲載の第6話など）。
  - 年代・場所は作中に特別記載が無い限り単行本の際に記載されている情報に基づいて記述。
  - MLは『Missing Link』の略

## 書誌情報
- 第1巻 2002年6月01日初版発行 ISBN 4-7859-2184-6
- 第2巻 2003年7月15日初版発行 ISBN 4-7859-2317-2
- 第3巻 2004年7月15日初版発行 ISBN 4-7859-2428-4
- 第4巻 2006年9月01日初版発行 ISBN 4-7859-2664-3
- 第5巻 2008年3月15日初版発行 ISBN 978-4-7859-2915-2
- 第6巻 2010年4月23日初版発行 ISBN 978-4-7859-3359-3
- Missing Link 2021年4月23日発行 （電子書籍）